# Egeskov

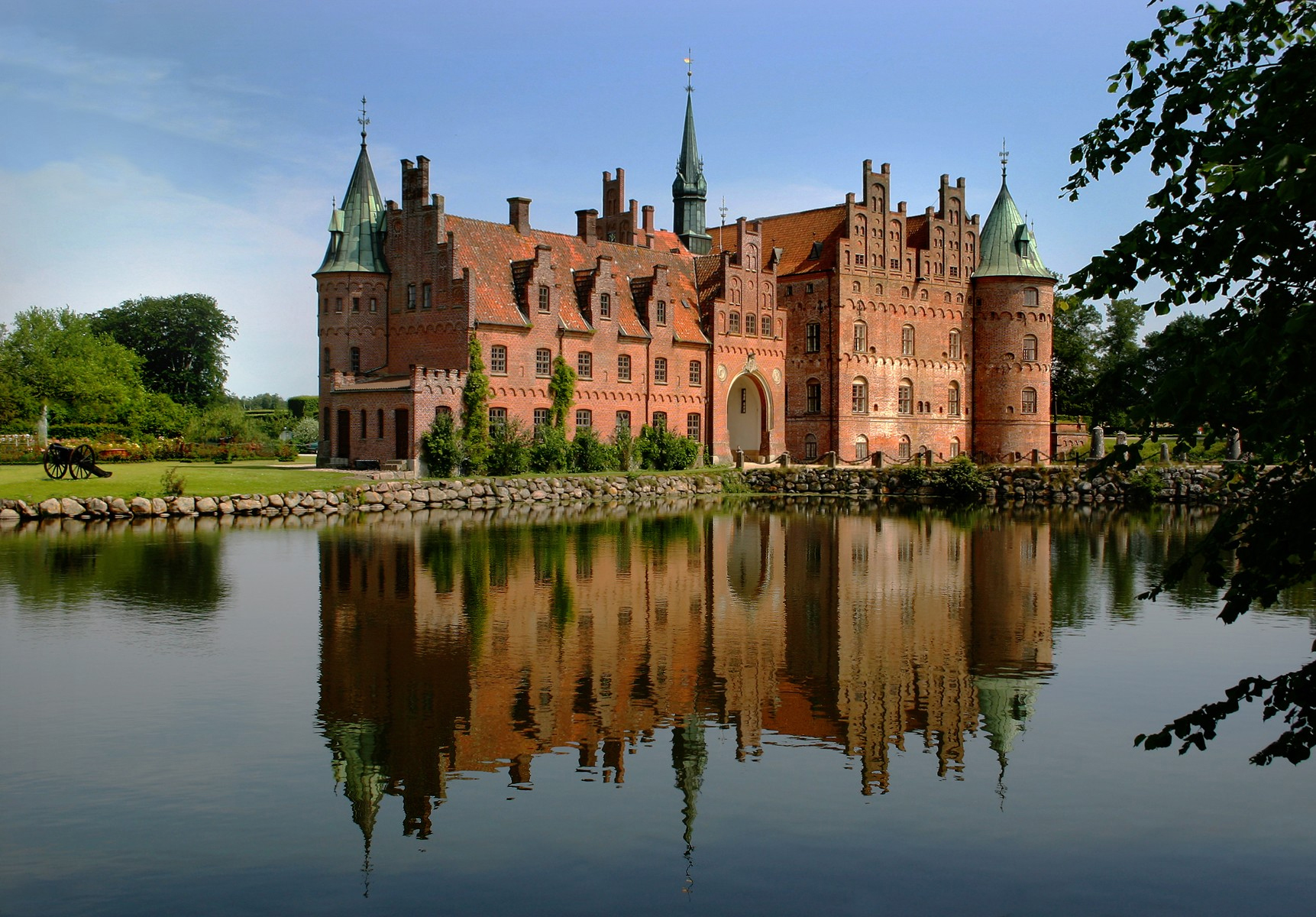
Egeskovs slott på Fyn.

Egeskov är ett danskt slott på Fyn, 15 kilometer nordväst om Svendborg. Godset omfattade ännu på 1930-talet 1 000 hektar mark.
Egeskov har bland annat tillhört ätten Brockenhuus, och 1554 lät riksmarsken Frans Brockenhuss lägga grunden till det nuvarande slottet, som hör till Danmarks främsta renässansslott, om än med något hårda restaureringar, utförda av Helgo Zettervall 1884, där bland annat slottets äldre avrundade gavelrösten ersattes av trappgavlarna, han ansåg var mer stilenliga. Slottet har varit fideikommiss inom släkten Ahlefelt, och ägdes senare av släkten Bille-Brahe.
Slottet, som är omgivet av en vallgrav, vilar på pålar, och består av två sammanbyggda längor med runda hörntorn och höga takgavlar i trappgavlar. På en utkragad gesims löper överst en skyttegång.